# آرکادی بوچکاریوف
آرکادی بوچکاریوف (روسی: Аркадий Андреевич Бочкарёв؛ ۲۴ فوریه ۱۹۳۱ – ۲۹ مارس ۱۹۸۸ (aged 57)) ورزشکار بسکتبال اهل اتحاد جماهیر شوروی سوسیالیستی بود.
از باشگاه‌هایی که در آن بازی کرده‌است می‌توان به باشگاه بسکتبال زسکا مسکو اشاره کرد.
وی در مسابقات کشوری و بین‌المللی در مجموع برندهٔ ۲ مدال طلا، ۱ مدال نقره، ۱ مدال برنز شده‌است.